# Westgaarde

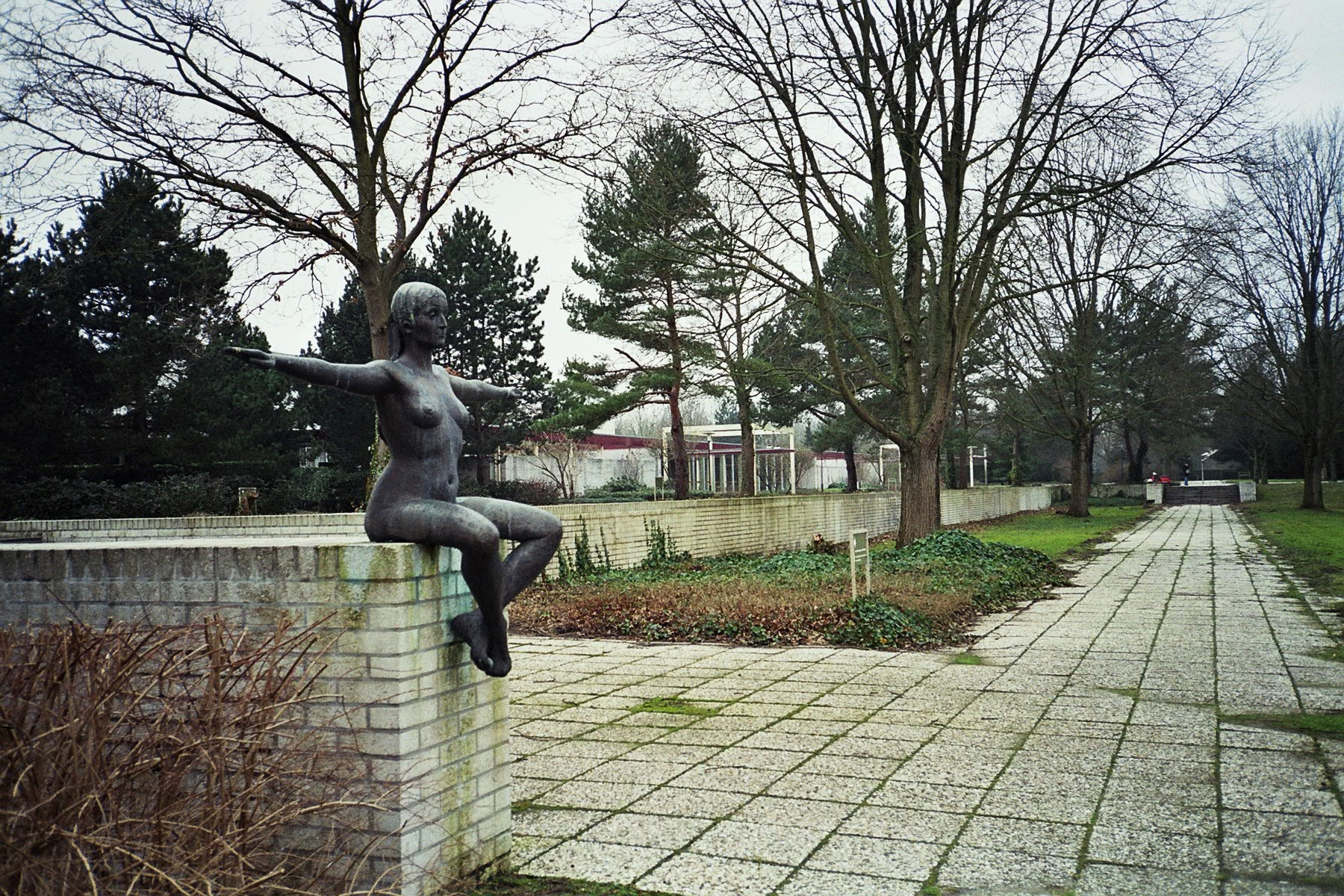
"Charlotte (Zittend naakt)" (beeldend kunstenaar Hans Sassen)

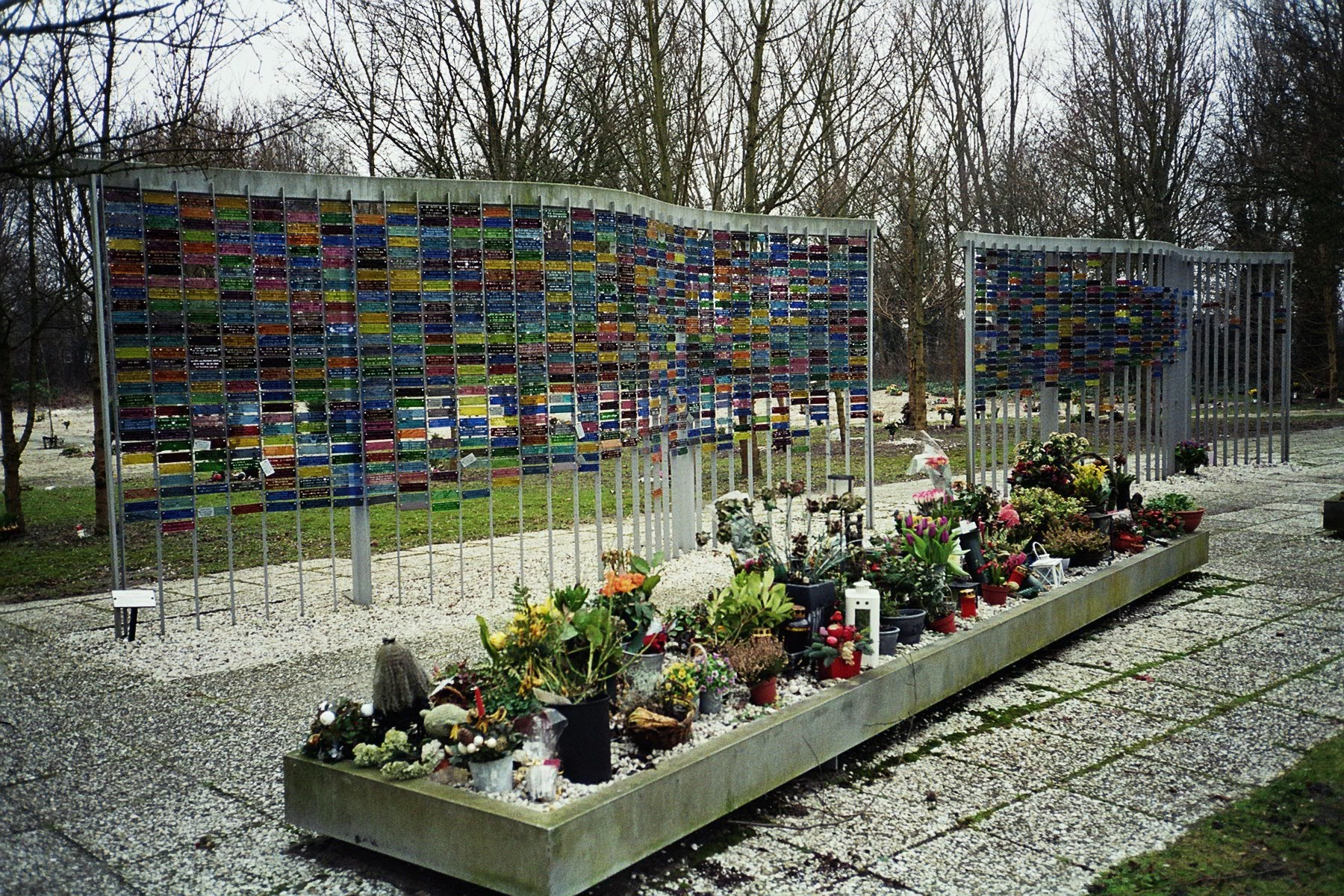
Gedenkmonument

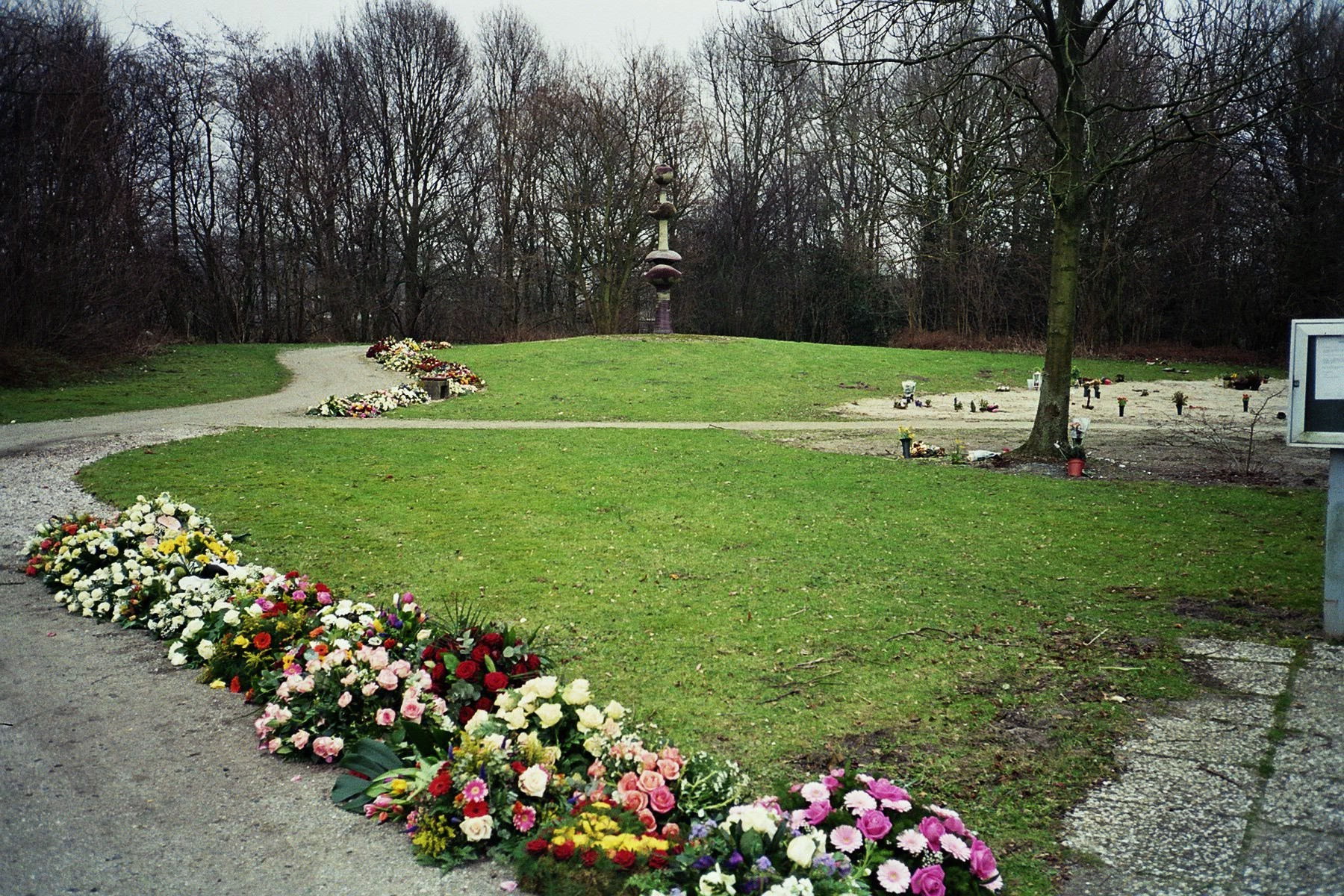
Tulpmonument en verstrooiveld

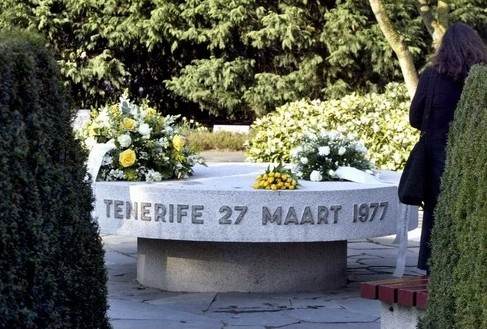
Gedenkmonument Tenerife

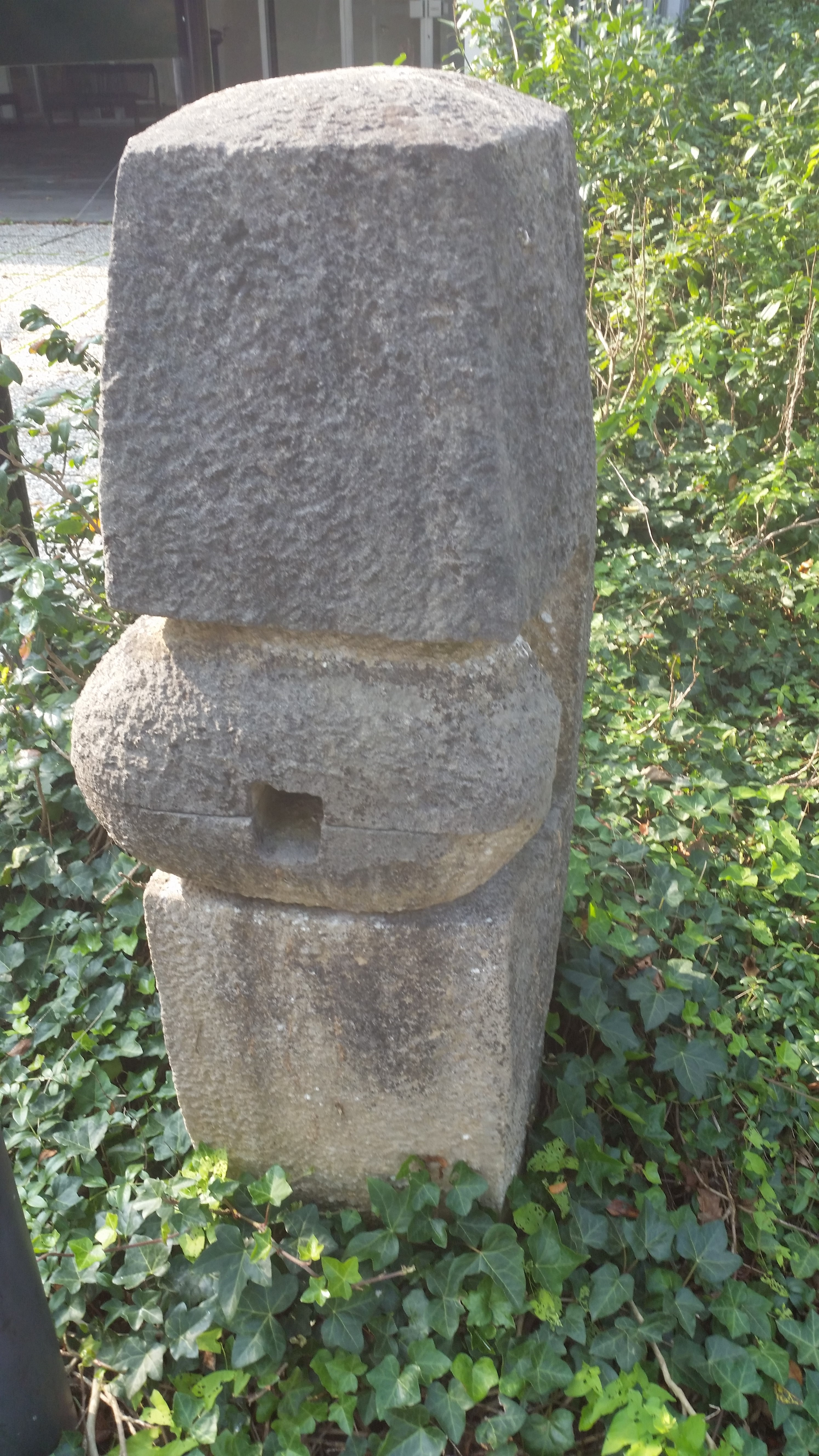
"Kolom met ei" (september 2020)

Herdenkingspark Westgaarde is een begraafplaats en crematorium in Amsterdam Nieuw-West. De naam Westgaarde is ontleend aan wat zich hier eerder bevond: de westelijke tuinen. De hoofdingang is sinds de opening aan de Ookmeerweg ter hoogte van de Osdorper Ban.

## Geschiedenis en ligging
Westgaarde werd onder de werktitel Westerhof aangelegd vanaf ongeveer 1963 tot 1971 in de Lutkemeerpolder. Het geheel is ontworpen door de Dienst der Publieke Werken en dan met name architect en ingenieur Hendrik Jan de Kimpe. Het heeft haast een rechthoekige plattegrond. Er moesten uitgebreide drainagesystemen aangelegd worden alsmede een vijver voor de verwerking van al het water. De begraafplaats kreeg ook een ringwatersysteem eromheen. 
De begraafplaats Westgaarde is geopend in 1971 en is ruim van opzet. Er zijn grote grasvelden en het is bosrijk. Ook zijn er verschillende vijvers. Het park is onderverdeeld in verschillende grafvakken, bewaarplaatsen voor urnen en verstrooivelden. Zo is er sinds 1996 het 'Ajax-veldje' waar een deel van de grasmat uit het oude Ajax-stadion De Meer ligt. Andere bijzondere onderdelen zijn een foetus-verstrooiveldje en een herdenkingsmuur waar nabestaanden een plaatje voor een overleden dierbare kunnen laten bevestigen. Elk onderdeel van de begraafplaats heeft een passende architectuur met als uitgangspunten rust en intimiteit. Westgaarde is een van de grootste begraafplaatsen van Nederland. Voor crematies en begrafenissen moeten de lijkauto’s en eventuele bezoekers gebruik maken van een soort vierkante ringweg om de vijver heen, waarna men halverwege bij de gebouwen komt.  
Op Westgaarde bevindt zich een monument voor de slachtoffers van de vliegtuigramp op Tenerife, waarbij op 27 maart 1977 583 mensen omkwamen. De meeste van de 248 - soms niet geïdentificeerde - slachtoffers uit het betrokken Nederlandse toestel zijn hier begraven.
Het crematorium beschikt over vier in 2004 geplaatste ovens die gezamenlijk geschikt zijn om maximaal 32 crematies per dag uit te voeren. Nabestaanden kunnen een overledene via ‘de laatste gang’ begeleiden tot aan de ovens en bij het invoeren van de kist in de oven aanwezig zijn.
Er is op het uitvaartcentrum ook een speciale bewassingruimte en gebedsruimte voor gebeds- en uitvaartdiensten.
Westgaarde is sinds 1997 onderdeel van de PC Uitvaart.
De begraafplaats is onderdeel van een doorgaande fietsroute in Nieuw-West. Fietsers rijden via de hoofdingang over brug 775 over de begraafplaats om bij brug 2127 de begraafplaats te verlaten en de Lutkemeerpolder met de Tuinen van West in te fietsen.

## Graven
Op Westgaarde zijn onder meer begraven:

### E
- Norbert Elias, socioloog, † 1-8-1990

### M
- Sylvia Millecam, actrice, † 20-8-2001
- Conny Mus, journalist, † 20-8-2010

### S
- Nordin Ben Salah, bokser, † 20-9-2004
- Denzel Joël Silos, rapper, † 25-2-2024

### V
- Jacob Veldhuyzen van Zanten, gezagvoerder, † 27-03-1977

### W
- Mathilde Willink, stewardess en beroemdheid, † 25-10-1977

## Crematies
Op Westgaarde zijn onder meer gecremeerd:

### A
- Joop Admiraal, acteur, † 25-3-2006
- Willy Alberti, zanger, † 18-2-1985
- Jan Arends, dichter/schrijver, † 21-1-1974

### B
- Benny Bailey, jazztrompettist, † 14-4-2005
- Barend Barendse, televisiepresentator, † 5-2-1981
- Herman Brood, zanger, † 11-7-2001 (vervolgens is zijn as begraven in een urnengraf op Zorgvlied (begraafplaats))

### C
- Simon Carmiggelt, schrijver, † 30-11-1987

### D
- Mary Dresselhuys, actrice, † 19-5-2004
- Gert-Jan Dröge, televisiepresentator, † 5-6-2007

### F
- Jan Femer, crimineel, † 23-9-2000 (naamloos urnengraf nr. 317 OT) Zijn urn is later verplaatst naar de Noorder begraafplaats.

### G
- Josephine van Gasteren, toneelspeelster, † 1-3-1989
- Jip Golsteijn, popjournalist/schrijver, † 22-2-2002 (zijn as is begraven in een urnengraf op Zorgvlied (begraafplaats))

### H
- Frans Haks, museumdirecteur, † 23-12-2006
- André Hazes, zanger, † 23-9-2004
- Jac. van Hattum, dichter/schrijver, † 19-8-1981
- Wim Hogenkamp, acteur/tekstschrijver/zanger, † 5-2-1989
- Sjaak Hubregtse, neerlandicus/publicist, † 1-5-2007

### J
- Donald Jones, acteur/danser/zanger, † 6-11-2004

### K
- Joes Kloppenburg, slachtoffer zinloos geweld, † 17-8-1996

### L
- Simon Levie, kunsthistoricus, museumdirecteur, † 12-7-2016
- Elsa Lioni, zangeres en actrice, † 4-6-1983
- Joghem van Loghem, immunoloog, † 3-8-2005

### M
- Rinus Michels, voetbaltrainer, † 3-3-2005

### O
- Alje Olthof, grafisch vormgever, † 23-1-1995
- Geert van Oorschot, schrijver/uitgever, † 18-12-1987

### P
- Helena Polder (Tante Leen), zangeres, † 5-8-1992

### R
- Jan de Rooij, bokser, † 18-5-2008

### S
- Ivo Samkalden, politicus, † 11-5-1995
- Dicky Schulte Nordholt, basgitarist, † 3-7-2006

### V
- Wim Verstappen, filmregisseur, † 24-7-2004
- Ellen Vogel, actrice, † 05-08-2015
- Ali de Vries, atlete, † 20-1-2007

### W
- Paul Wilking (Pistolen Paultje), crimineel en dierenactivist, † 7-2-2005
- Cor Witschge, † 13-03-1991

### X Y Z
- Koos Zwart, cannabisactivist, † 8-5-2014

## Kunst
Her en der verspreid over het terrein staan diverse uitingen van kunst in de openbare ruimte. Van de meeste kunstobjecten is noch titel, noch de maker, noch het jaar bekend. Een uitzondering daarop is bijvoorbeeld het beeld Charlotte (Zittend naakt) van Hans Sassen dat over de centrale vijver staart. In de loop der jaren kregen sommige objecten titels mee, maar of dit titels gegeven door de kunstenaars zijn is niet bekend. Zo staan er een “Gevleugeld paard”, een "Tulpmonument", een "Tumble stone", een "Stalen beeld geknikte balk" en een “Kolom met ei”. De '"Drie keramische urnen" zijn van Hanna Mobach. Buiten de poort staat nog een "stenen ruiter" (Eric Claus, Wachter, 1977). 